# Hydrodendron arboreum
Hydrodendron arboreum is een hydroïdpoliep uit de familie Haleciidae. De poliep komt uit het geslacht Hydrodendron. Hydrodendron arboreum werd in 1888 voor het eerst wetenschappelijk beschreven door Allman. 